# Kurt Daluege

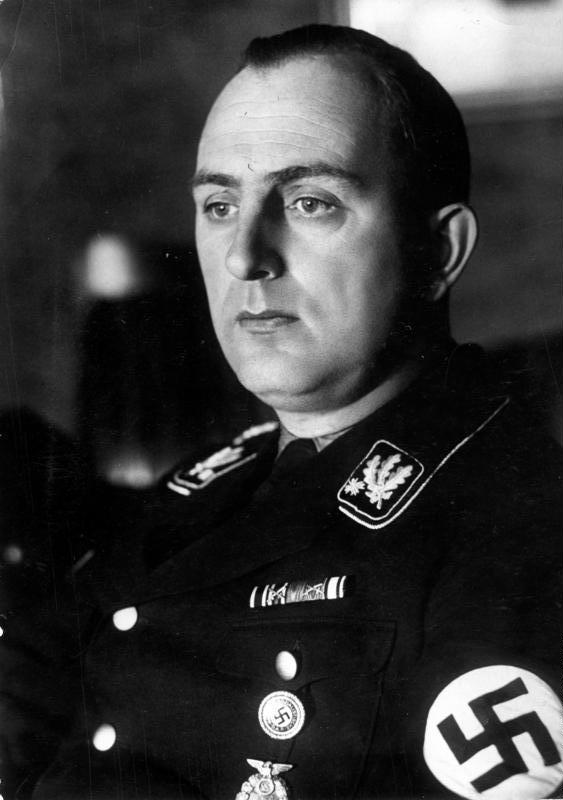
Kurt Daluege (1936)

Kurt Max Franz Daluege (* 15. September 1897 in Kreuzburg O.S., Deutsches Reich; † 23. Oktober 1946 in Prag, Tschechoslowakei) war ein deutscher Polizeigeneral im NS-Staat, zuletzt Generaloberst der Polizei und SS-Oberst-Gruppenführer. Er war Chef der Ordnungspolizei und Stellvertreter Heinrich Himmlers im Polizeibereich.

## Leben und Entwicklung
Als Sohn eines mittleren Beamten war Kurt Daluege Mitglied der Wandervogel-Bewegung und machte 1916 das Notabitur. Danach meldete er sich als Freiwilliger zum Deutschen Heer. Er kämpfte hauptsächlich an der Westfront und wurde mehrfach verwundet. 1918 wurde er als Vizefeldwebel und Offizieranwärter entlassen. 1918–1921 beteiligte er sich als Angehöriger und Führer der Spezialpolizei des Oberschlesischen Selbstschutz an den Kämpfen gegen die Aufständischen in Oberschlesien. Er arbeitete zeitweilig in Berlin als Fabrikarbeiter und studierte 1921–1924 an der Technischen Hochschule Berlin im Fach Bauingenieurwesen. In dieser Zeit war er in verschiedenen nationalistischen, völkischen und antisemitischen Vereinigungen tätig. 1922 fungierte er als Abteilungskommandeur im Freikorps Roßbach. 1923 wurde er Mitglied der Berliner Burschenschaft Teuto-Rugia. Sein Studium schloss er als Diplom-Ingenieur ab.

### Karriere in der NSDAP

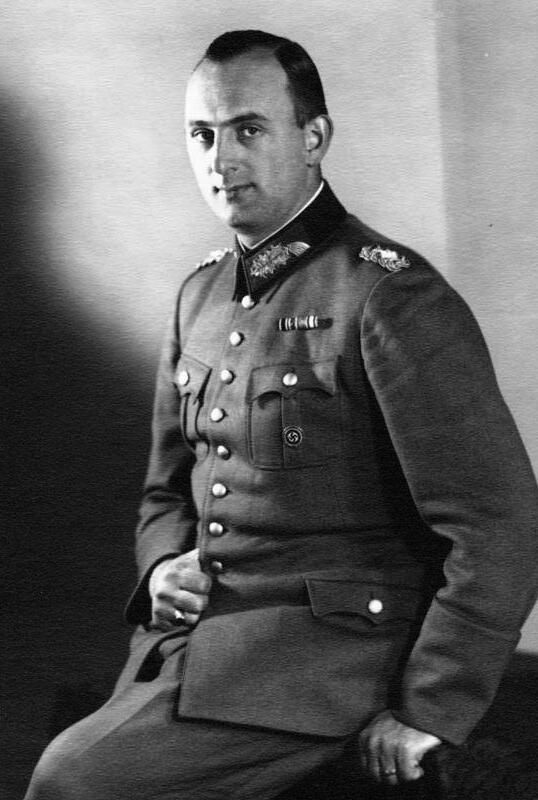
Daluege als General der preußischen Landespolizei (1933)

1922 trat Daluege in die damals noch unbedeutende NSDAP ein und unterstützte Adolf Hitler beim Hitlerputsch vom 9. November 1923 als Verbindungsmann in Berlin, was Hitler ihm zeitlebens hoch anrechnete. Nach dem gescheiterten Putschversuch und dem Verbot der NSDAP bemühte sich Daluege, in Berlin die Parteibasis zusammenzuhalten, und gründete 1924 als getarnte Sturmabteilung den Frontbann, dessen Führer er bis 1926 war. Zum 12. März 1926 trat er der neu gegründeten NSDAP bei (Mitgliedsnummer 31.981) und gründete die SA für Berlin und Norddeutschland. Von 1926 bis 1930 war er selbst SA-Gruppenführer der SA-Gruppe Berlin-Brandenburg, zugleich SA-Gausturmführer im Gau Berlin und von 1926 bis 1928 gleichzeitig Stellvertretender Gauleiter der NSDAP Berlin-Brandenburg.
Am 16. Oktober 1926 heiratete er Käthe Schwarz, Tochter von Carl Schwarz und Gertrud Schaaf. Sie adoptierten ein Kind und bekamen selbst drei weitere.
Auf persönlichen Wunsch Hitlers trat Daluege 1930 aus der SA aus und in die SS ein (SS-Nummer 1.119). Sie war zu diesem Zeitpunkt noch eine (wenngleich intern konkurrierende) Nebenorganisation der SA. Als SS-Oberführer Ost übernahm er dann von 1931 bis 1932 die Führung des SS-Abschnitts III Ost in Berlin. Hier „bewährte“ er sich 1931 zum zweiten Mal nach 1923 als Hitlers loyaler „Kampfgenosse“, mit der von ihm eingeleiteten Niederschlagung des Stennes-Putschs gegen Hitler, der Daluege daraufhin bleibende Protektion gewährte. Von 1927 bis 1933 war Daluege hauptberuflich Abteilungsleiter einer städtischen Baugesellschaft und Ingenieur bei der Müllabfuhr Berlin. Von 1932 bis Oktober 1933 war er Landtagsabgeordneter der NSDAP im Freistaat Preußen. Im Juli 1932 wurde er zum SS-Gruppenführer und Führer der SS-Gruppe Ost (Berlin) befördert.
Nach der Machtergreifung wurde Daluege im Februar 1933 zum „Kommissar z. b. V.“ und Leiter der „Sonderabteilung Daluege“ im preußischen Innenministerium (unter Hermann Göring) ernannt. Hier bestand seine Hauptaufgabe darin, im Zuge der Gleichschaltung die sozialdemokratisch geprägte preußische Polizei im Sinne der Nationalsozialisten rigoros politisch zu säubern. Dazu gehörte, neben der „Kaltstellung“ zahlreicher polizeilicher Führungskräfte durch Versetzung in die Provinz oder Einsatz belastenden Materials, unter anderem ab 1934 auch die Bespitzelung und Sammlung von Dossiers gegen den Chef der Gestapo Rudolf Diels. Hierbei setzte Daluege auf mehrere Informanten, darunter auf den Nachrichtenmann der SA Herbert Packebusch (* 1902). Auch Ernst Damzog und Günther Patschowsky waren in diese Aktivitäten mit einbezogen. Göring ernannte Daluege zum Dank im Mai 1933 zum Ministerialdirektor und Leiter der Polizeiabteilung im preußischen Innenministerium und im September 1933 zum General der preußischen Landespolizei. Von Juli 1933 bis 1945 trug Daluege den Titel Preußischer Staatsrat, ab November 1933 saß er im Reichstag. Ebenso war er an der Vorbereitung und Absicherung der sogenannten Röhm-Affäre beteiligt, bei der zahlreiche, den NS-Machthabern „unliebsame Personen“ auftragsgemäß ermordet wurden. Unmittelbar danach, Anfang Juli 1934, beauftragte ihn Göring dann mit der Neuorganisation und personellen „Säuberung“ der SA-Gruppen Berlin-Brandenburg, Pommern, Grenzmark, Schlesien und Mitte; belohnt wurde er vom Reichsführer SS Heinrich Himmler im August 1934 mit der Beförderung zum SS-Obergruppenführer.

### Chef der Ordnungspolizei

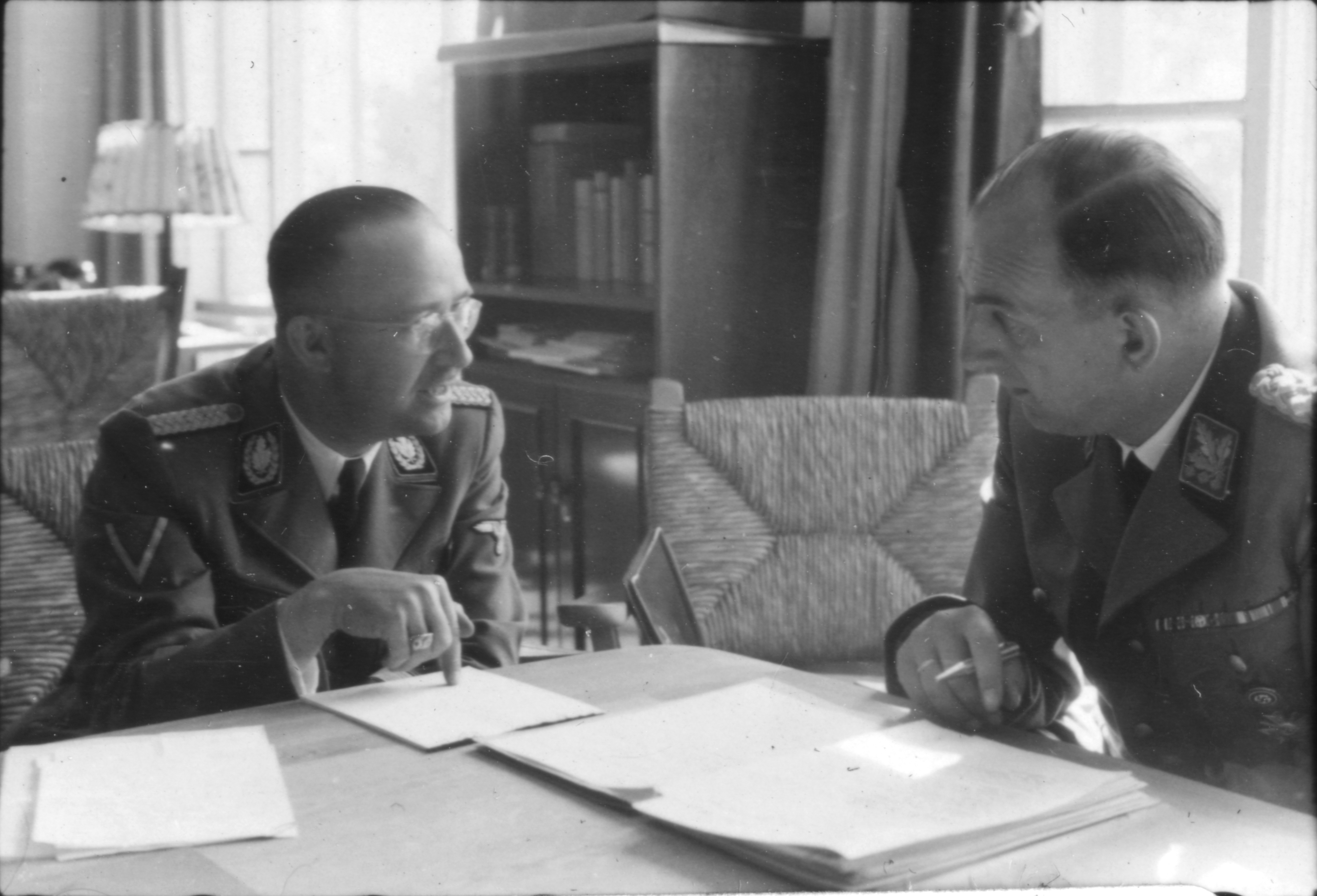
Daluege bei einer Besprechung mit Heinrich Himmler (1943)

Als im November 1934 das preußische Innenministerium mit dem Reichsministerium des Innern unter Wilhelm Frick verschmolzen wurde, stieg Daluege (bis Juni 1936) zum Leiter der Polizei-Abteilung im Reichs- und Preußischen Ministerium des Innern auf. Als solcher erlitt er im März 1936 seinen ersten Herzinfarkt. Dies verhinderte nicht seine Ernennung zum (bis 31. August 1943 amtierenden) Stellvertreter Himmlers im Juni 1936 als Chef der Deutschen Polizei im Innenministerium und gleichzeitig zum (bis Mai 1945 amtierenden) Chef der Deutschen Ordnungspolizei. Damit unterstand Daluege die gesamte uniformierte Polizei des Deutschen Reiches. Die Ordnungspolizei (OrPo) umfasste neben der Schutzpolizei auch weitere Einrichtungen, zum Beispiel die Feuerschutzpolizei (Feuerwehr) und die Technische Nothilfe.
Gleichwohl wurde Daluege in den folgenden Jahren bis 1939 durch das SS-Führungsduo Himmler und Reinhard Heydrich zurückgedrängt und weitgehend entmachtet, blieb jedoch aufgrund guter Kontakte zu Hitler weiter im Amt. Während des Zweiten Weltkriegs war er insbesondere für den persönlichen Schutz Hitlers und anderer hoher Parteiführer verantwortlich. Am 14. Oktober 1941 unterzeichnete Daluege den ersten Deportationsbefehl für deutsche Juden ins Ghetto Litzmannstadt. Am 20. April 1942 wurde er – als einer von nur vier SS-Führern – in den höchsten Rang, zum SS-Oberst-Gruppenführer und Generaloberst der Polizei, befördert.
Nach dem erfolgreichen Attentat des tschechoslowakischen militärischen Nachrichtendienstes und des englischen Special Operations Executive (SOE) mit Hilfe wieder eingeschleuster tschechischer Soldaten am 27. Mai 1942 in Prag auf Heydrich, seit 1941 stellvertretender Reichsprotektor im Protektorat Böhmen und Mähren, ernannte Hitler Daluege im Juni 1942 zu Heydrichs Nachfolger in Prag. Als solcher ließ er zur Vergeltung die Bewohner der Dörfer Lidice und Ležáky ermorden. Seiner Doppelrolle als OrPo-Chef in Berlin und faktischer Reichsprotektor in Prag – der offizielle Reichsprotektor Konstantin von Neurath war seit 1941 dauerhaft beurlaubt, auch wenn er erst 1943 entlassen wurde – zeigte sich Daluege nach einem Jahr nicht mehr gewachsen. Im Juni 1943 wurde er von Hitler vom Amt des stellvertretenden Reichsprotektors entbunden, und nachdem er im selben Monat einen zweiten Herzinfarkt erlitten hatte, beantragte er am 17. August 1943 seine Beurlaubung als Chef der Ordnungspolizei aus gesundheitlichen Gründen. Diese wurde ihm ab 25. August gewährt und er gab alle Ämter ab.
1944 erhielt Daluege von Hitler als Dotation ein Gut im Wert von 610.000 Reichsmark. Dorthin zog er sich zurück.

### Verhaftung und Hinrichtung
Im Mai 1945 verhaftete die britische Militärpolizei Daluege in Lübeck. Aufgrund eines Auslieferungsersuchens der tschechoslowakischen Regierung wurde er im Mai 1946 nach Prag überstellt, vom Prager Volksgericht wegen seiner Kriegsverbrechen angeklagt und am 23. Oktober 1946 zum Tode durch den Strang verurteilt. Das Urteil wurde noch am selben Tag im Gefängnis Pankrác mittels Würgegalgen vollstreckt. Zuvor hatte Daluege einen Suizidversuch unternommen.

## Auszeichnungen
- 1914 Eisernes Kreuz II. Klasse
- 1918 Verwundetenabzeichen in Schwarz
- 1938 (18. Oktober) Orden der Krone von Italien, Großkreuz[9]
- 1939 (31. August) Danziger Kreuz II. Klasse[9]
- 1941 Kriegsverdienstkreuz I. Klasse mit Schwertern[9]
- 1941 Kriegsverdienstkreuz II. Klasse mit Schwertern[9]
- 1942 (1. September) Deutsches Kreuz in Silber[9]
- 1943 (14. Juli) Goldenes Parteiabzeichen der NSDAP[9]
- 1943 (28. Juli) Slowakischer Kriegs-Siegesorden Großkreuz[9]
- 1943 (7. September) Ritterkreuz des Kriegsverdienstkreuzes mit Schwertern[9]
- Ehrenkreuz für Frontkämpfer[9]
- Nürnberger Parteitagsabzeichen 1929[9]
- Medaille zur Erinnerung an den 13. März 1938[9]
- Medaille zur Erinnerung an den 1. Oktober 1938 mit Spange Prager Burg[9]
- Dienstauszeichnung der NSDAP 15 Jahre[9]
- Deutsche Olympia-Ehrenzeichen I. Klasse[9]
- SS-Ehrendegen[9]
- SS-Ehrenring[9]
- Blutorden der NSDAP[10]
- SS-Dienstauszeichnung
- Polizei-Dienstauszeichnung (1938)

## Archivarische Überlieferung
Der Nachlass Dalueges wird heute im Geheimen Staatsarchiv in Berlin aufbewahrt.